# 由衣
由衣（ゆい、1994年1月13日 - ）は、日本のグラビアアイドル、タレント。静岡県出身。フリーランス。旧芸名は白瀬由衣。
2024年3月時点ではゆいぴー名義で活動している。

## 略歴
2021年1月31日をもってイーツーダイブ・エンターテインメントを退所。2021年2月1日より株式会社リップ所属となる。
2021年3月、「パチンコグラドルオーディション」で初代グランプリとなる。

## 人物
- デビューする前は受付で働いていたという[5]。
- 特技は料理とカラオケ[4]。

## 作品

### イメージビデオ
白瀬由衣 名義
- いい匂い（2020年3月21日、竹書房）
- ボクの好きなゆい先生（2020年6月20日、ラインコミュニケーションズ）
- 姉が仕事で家を空けるので姉の彼氏と3日間愛し合った由衣の記録（2020年12月18日、スパイスビジュアル）

由衣 名義
- 今日は何しましょうか？（2021年6月23日、イーネット・フロンティア）
- 大好きな兄とひたすら愛し合った2日間（2021年11月23日、エアーコントロール）
- 抑えきれない気持ち（2022年8月31日、スパイスビジュアル）

### 雑誌
- 月刊パチンコ・パチスロホール情報誌「アツ姫」2021年4月号 - 表紙掲載[9]
- エキサイティングマックス! 2022年2月号（2021年12月25日、楽楽出版） - グラビアおよび付録DVD[10]